# Pereirabolbus tucumanensis
Pereirabolbus tucumanensis is een keversoort uit de familie cognackevers (Bolboceratidae). De wetenschappelijke naam van de soort werd in 1903 gepubliceerd door Antoine Boucomont.